# Heinrich Velte
Johann Heinrich Velte (* 6. November 1782 in Wehrheim; † 25. April 1861 ebenda) war Landwirt und nassauischer Landtagsabgeordneter.
Heinrich Velte war der Sohn des Fruchtverwalters Johann Philipp Velte (* 30. Januar 1756 in Wehrheim; † 19. September 1819 ebenda) und dessen Frau Maria Elisabethe geborene George (* 23. Februar 1755 in Wehrheim; † 14. September 1826 ebenda). Heinrich Velte, der evangelischer Konfession war, heiratete am 16. Februar 1806 in Wehrheim Anna Margarethe geborene Eichhorn (* 11. November 1784 in Obernhain; † 14. August 1824 in Wehrheim), die Tochter des Obernhainer Schulheißen Simon.
Heinrich Velte arbeitete als Landwirt in Wehrheim 1833 wurde er in einer Nachwahl für Philipp May, dem das Mandat aberkannt worden war, aus der Gruppe der Grundbesitzer im Wahlkreis Weilburg in die Deputiertenkammer der Landstände des Herzogtums Nassau gewählt. Im Landtag blieb er bis 1848.